# میرون شیشمانیان
میرون کنستانتینی شیشمانیان (Միրոն Կոնստանտինի Շիշմանյան؛ زادهٔ ۱۴ ژوئن ۱۹۵۶) یک سیاستمدار اهل ارمنستان است که از تاریخ ۲۱ ژوئیه ۱۹۹۳ تا تاریخ ۲۶ ژوئیه ۱۹۹۵ در دولت هراند باگراتیان سمت وزیر انرژی ارمنستان را برعهده داشت.

## زندگی‌نامه
در ۱۴ ژوئن ۱۹۵۶ در لنینگراد به دنیا آمد. 